# Oribellopsis cavaticus
Oribellopsis cavaticus är en kvalsterart som först beskrevs av Kunst 1962.  Oribellopsis cavaticus ingår i släktet Oribellopsis och familjen Oribellidae. Inga underarter finns listade i Catalogue of Life.